# Переменка
«Переменка» (англ. Recess) — американский анимационный телевизионный сериал, сериал создан Полом Джермейном и Джо Ансолабехером (в титрах указаны, как «Пол и Джо») и произведено Walt Disney Television Animation, анимация рисовалась на студиях Grimsaem, Plus One Animation, Sunwoo Entertainment и Toon City. История повествует о школьниках начальной школы и их взаимодействии с одноклассниками и учителями. Название сериала относит зрителя к школьной Перемене, периоду в суточном графике школы. В Северной Америка традиционной образовательной системе обучения, когда учащиеся не находятся на занятиях и находятся на территории школьного двора. Во время перемены, дети образуют собственное общество, в котором образуется руководитель и социальная структура.
Премьера сериала состоялась 31 августа 1997 года на телеканале ABC, как часть программного блока «One Saturday Morning», позднее известный как «ABC Kids». Показ сериала закончился 5 ноября 2001 года. Благодаря успеху, сериал был показан по многочисленным каналам, например на «Toon Disney», позднее ставший «Disney XD» и «Disney Channel».

## Сюжет
Сериал рассказывает о шестерых четвероклассниках — Теодоре Джаспер «Ти.Джей.» Детвайлер (Росс Мэлинджер, Эндрю Лоуренс), Винс ЛаСаль (Рики Д’Шон Коллинз), Эшли Спинелли (Памела Эдлон), Майки Блумберг (Джейсон Дэвис), Гретхен Грюндлер (Эшли Джонсон) и Гас Грисвальд (Кортленд Мид), весь сюжет строится в начальной школе расположенной на Третьей улице в Арканзасе
История сериала рассказывает о сообществе учеников со своей системой правительства, социальным классами и неписаными правилами. Всеми ими управляет монарх — Король Боб, у которого имеются силовая структура, которая наблюдает за выполнением его указов. В сообществе имеются свои ценности и социальные нормы, всё это возлагаются на учащихся.
Перемена является символом свободы — время, когда дети могут выражают себя и развивают дружеские отношения. В большей части эпизодов один или все главные персонажи ищут рациональный баланс между индивидуальностью и социальным порядком. Группа учащихся защищают свою свободу от возможных угроз и руководства школы.
Лидер группы — «Ти.Джей.» Детвайлер, готов к борьбе с несправедливостью и непреднамеренно проводит группу к крайностям, но его друзья возвращают на верный путь.
Вступительная музыка, художественный дизайн и стиль сериала, часто напоминал фильмы о побегах, например «Большой побег». Многие эпизоды сериала пародируют классические фильмы, например «Хладнокровный Люк», «Хороший, плохой, злой» и «На секретной службе Её Величества».

## Награды и премии
Мультсериал участвовал в фестивалях и получил награду.